# 에오시미아스
에오시미아스(Eosimias)는 1999년, 중국 장쑤성에서 발견되어, 같은해 기술된 초기 영장류이다. 에오시미아스는 에오시미아스과의 모식속이며, 에오시미아스속에는 에오시미아스 시넨시스(Eosimias sinensis),에오시미아스 센테니쿠스(Eosimias centennicus), 에오시미아스 다소내라는 3종이 속한다. 에오시미아스는 우리에게 모든 직비원류에 속하는 영장류의 공통 조상과 가까운 영장류의 골격을 알 수 있게 해준다. 에오시미아스의 학명의 의미는 새벽의 원숭이라는 뜻이다.
에오시미아스는 연대 측정을 통해 에오세 중기인 4500만 년 전부터, 4000만 년 전까지 살았던 것이 입증되었다. 에오시미아스는 고유한 특성과 파생된 특성을 지니고 있기 때문이다. 이는 진원류와 원원류(특히 안경원숭이하목의 계통발생적 위치) 사이의 계통발생적 관계에 대한 새로운 통찰력을 제공한다. 에오시미아스는 곤충과 꿀을 먹으며 나무에 사는 동물로 묘사된다.
대부분의 에오시미아스류는 독특하거나 단편적인 화석 증거가 있다. 이것 또한 강한 믿음과 함께 에오시미아스가 아프리카에서 시작되어 많은 사람들은 아시아가 초기 영장류 진화에 중요한 역할을 했다는 생각을 받아들이기 어렵게 되었다. 일부는 계속 받아들이지만, 에오시미아스류에게서 발견된 진원류과의 유사성과 지난 10년 동안 수집된 해부학적 증거는 진원류임을 입증해준다.

## 에오시미아스 사이넨시스(Eosimias sinensis)
에오시미아스 사이넨시스([학명]:Eosimias sinensis)는 1992년, 크리스토퍼 비어드(Christopher Beard)에 의해 중국 장쑤성 리양시 인근 산에서 발견됐다.
이 종은 4500만 년 전인 에오세(또는 시신세) 살았던 것으로 추정된다. 에오시미아스 사이넨시스는 E. sinensis는 현재 가장 작은 원숭이인 남아메리카의 피그미마모셋(Cebuella pygmaea)만큼 작았으며 인간의 손바닥 안에 들어갈 수 있었다. 치아는 알제리피테쿠스(Algeripithecus)를 포함 아프리카에서 발견된 초기 고등 영장류보다 원시적인 것으로 간주된다. 매우 원시적인 특성으로 인해 일부 고생물학자는 에오시미아스 사이넨시스가 고등 영장류가 아프리카가 아닌 아시아에서 유래했을 수 있다는 증거라고 생각한다.
크리스토퍼 비어드(Christopher Beard)는 1994년에 에오시미아스 사이넨시스의 화석을 발견한 연구팀의 주역이었다. 비어드는 표본 P4-M2와 표본 C1, 표본 P2-3 및 표본 M3의 뿌리 또는 폐포를 보존하는 표본 IVPP V10591로 분류된 오른쪽 하악골을 복원했다. 비록 그것이 작은 몸 크기(평균 추정치는 67~137그램(2.4~4.8온스))와 융합되지 않은 하악 교합 등 원시적 특징을 유지하고 있지만, 2.1.3.3의 낮은 치아 공식 등 치아 특징을 볼 때 원시 진원류로 추정된다.[4] 에오시미아 사이넨시스의 앞니는 수직으로 뻗어 있고 주걱 모양이다. 에오시마아스 사이넨시스의 화석은 주로 아래턱과 치아로, 화석 증거가 부족하며, 두개골 화석 또한, 에오시미아스 사이넨시스가 주행성인지 야행성인지 여부를 알려주지 못한다.

## 에오시미아스 센테니쿠스(Eosimias centennicus)
에오시미아스 센테니쿠스(Eosimias centennicus)는 1995년 [[중국] 남부 산시성의 위안쿠 분지에서 현장 조사를 하던 중에 발견되었다. 발견된 화석 중에는 IVPP V11000이라는 에오시미아스 사이넨시스에서 발견되는 진원류와 유사한 특성을 지니고 있다. 생물연대학적 증거는 이 화석들이 에오시미아스 사이넨시스보다 젊다는 것을 시사하는데, 이는 에오시미아스 센테니쿠스의 치열이 에오시미아스 사이넨시스보다 약간 더 진보되어 있기 때문에 에오시미아스류의 해부학적 구조와 일치한다. 이 종 평균 무게 추정치는 91~179g로 매우 작은 영장류인 것으로 밝혀졌다. 에오시미아스 사이네시스는 원래 단편적인 화석을 기반으로 설명되었지만, 에오시미아스 센테니쿠스와 완전한 하부 치열이 발견되면서 초기 진원류로 더 명확하게 설명할 수 있게 되었다.

## 에오시미아스 대소내(Eosimias dawsonae)
에오시미아스 대소내 (Eosimias dawsonae)는 가장 최근에 발견된 에오시미아스 종이다. 에오시미아스 대소내의 표본은 왼쪽 치아 조각과 폐포의 뿌리를 포함하는 유형 표본 IVPP V11999로 분류된다. 1995년 크리스토퍼 비어드(Christopher Beard)에 의해 발견되었다. 이 화석을 분석한 결과 107~276g의 몸무게를 가진 것으로 추정된다. 이 추정치는 여러 에오시미아 종 중 가장 큰 것으로 알려져 있다. 지층학적 증거는 또한 에오시미아스 대소내가 에오시미아스 센테니쿠스보다 더 오래되었다는 것을 보여준다.

## 미확인 화석
크리스토퍼 비어드(Christopher Beard)의 연구원들은 1999년에 미얀마에서 새로운 소형 에오시미아스류의 화석을 발견했다. NMMP 23으로 분류된 오른쪽 발뒤꿈치 뼈로 대표되는 새로운 표본은 폰둥 지층(Pondaung Formation)의 세척 잔여물에서 발견되었다. 이 표본은 중국 샹황 지역에서 발견된 에오시미아스 화석과 형태학적으로 매우 유사하다. NMMP 23의 몸무게 추정치는 약 111그램으로, 지금까지 발견된 에오시미아스 화석 중 가장 큰 편에 속한다. 미얀마에서 발견된 에오시미아스의 존재와 중국에서 발견된 높은 종 다양성은 상대적으로 넓은 분포를 가지고 있었다는 결론을 이끌어낸다.

### 에오시미아스 파욱카웅겐시스(Eosimias paukkaungensis)
에오시미아스 파욱카웅겐시스(Eosimias paukkaungensis)는 미얀마 중부 폰다웅의 신생대 에오세 지층에서 2000년대 초에 발견된 영장류이다. 이 표본은 M3만 보존된 좌우 하악골 조각으로 구성되어 있어 일반적인 상태는 잠정적이다. 에오시미아스 파우카웅엔시스의 화석은 중국에서 발견된 에오시미아스 두 종의 크기 보다 훨씬 크다.